# Вісник (газета, Лубни)
«Вісник» — друкована україномовна газета, обласне рекламно-інформаційне видання з головною редакцією у місті Лубни, Полтавської області. Наповненням газети є новини і події в регіоні, суспільне життя міста і району, розважально-пізнавальна інформація, приватні оголошення, телепрограма телебачення.

## Історія
Засновано газету 1994 року Приватним Підприємством фірмою «Корт».

## Зміст
Всебічно висвітлює події у місті та районі, інформує про діяльність органів місцевого самоврядування та української влади в цілому. У газеті висвітлюються культурні та спортивні заходи, діяльність підприємств, громадських організацій та представників влади, порушуються питання про актуальні проблеми громади та українського суспільства взагалі. Публікуються статті про місцеву історичну, літературну та освітню діяльність. Видання офіційно публікує рішення органів місцевого самоврядування та інші нормативно-правові акти, що стосуються містян. Також газета містить інформаційні розділи з погодою, результатами спортивних заходів, гороскопами, телепрограмою. На безкоштовній та платній основах публікуються оголошення продажу, купівлі, обміну, працевлаштування, послуг та іншої тематики. Тижневик виходить щосереди, накладом: від 2500 до 4000 примірників. Друкується газета на 12 аркушах формату А3. Розповсюдження охоплює межі області за передплатою та продається у місцевих поштових відділеннях, магазинах, кіосках тощо.